# Ritmo Brasil
Ritmo Brasil, antes conhecido como Almoço com os Artistas, foi um programa musical brasileiro que estreou em 7 de junho de 2003 e foi exibido até 6 de fevereiro de 2021 pela RedeTV!.
Em 11 de março de 2006, o programa adotou o nome atual. Foi apresentado por Faa Morena  e era exibido aos sábados.

## História
Ritmo Brasil teve como foco principal uma programação musical de qualidade. Estimulava encontros informais entre músicos, buscando consolidar-se como um espaço de música ao vivo na televisão brasileira. No programa, todos os ritmos eram bem-vindos: MPB, forró, hip hop, eletrônica, regional, pop, samba, pagode, rock, sertanejo, funk etc.
No palco, os artistas tinham a oportunidade de trazer suas canções e ainda falar sobre carreira, mercado fonográfico, pirataria, internet e todos os assuntos ligados à música. Alguns artistas foram escalados para participar do quadro Me Faz Lembrar, onde eles contaram quais eram as canções que fazem parte das trilhas sonoras de suas vidas e as histórias que elas representam.
Ritmo Brasil é também tinha uma nova opção na divulgação da arte em geral como: teatro, literatura, cinema, artes plásticas e dança.
Em novembro de 2020, Faa Morena optou por não renovar contrato e deixou a emissora em que trabalhou nos últimos 17 anos. O programa ficou no ar até 6 de fevereiro de 2021.